# Lango
Lango (plur. Langi) är en folkgrupp om ca 1,5 milj. individer i Langoregionen i centrala Uganda. De är besläktade med grannfolket acholi och flera andra grupper omkring Nilens övre lopp och lever huvudsakligen av jordbruk.
Deras språk, langospråket, talas av cirka 1,4 miljoner människor (2005) och tillhör språkfamiljen luo, som i sin tur tillhör de nilotiska språken. 